# Lublino
Lublino (Duits Nöblin) is een plaats in het Poolse district  Stargardzki, woiwodschap West-Pommeren. De plaats maakt deel uit van de gemeente Chociwel en telt 100 inwoners.